# Interferòmetre de Michelson

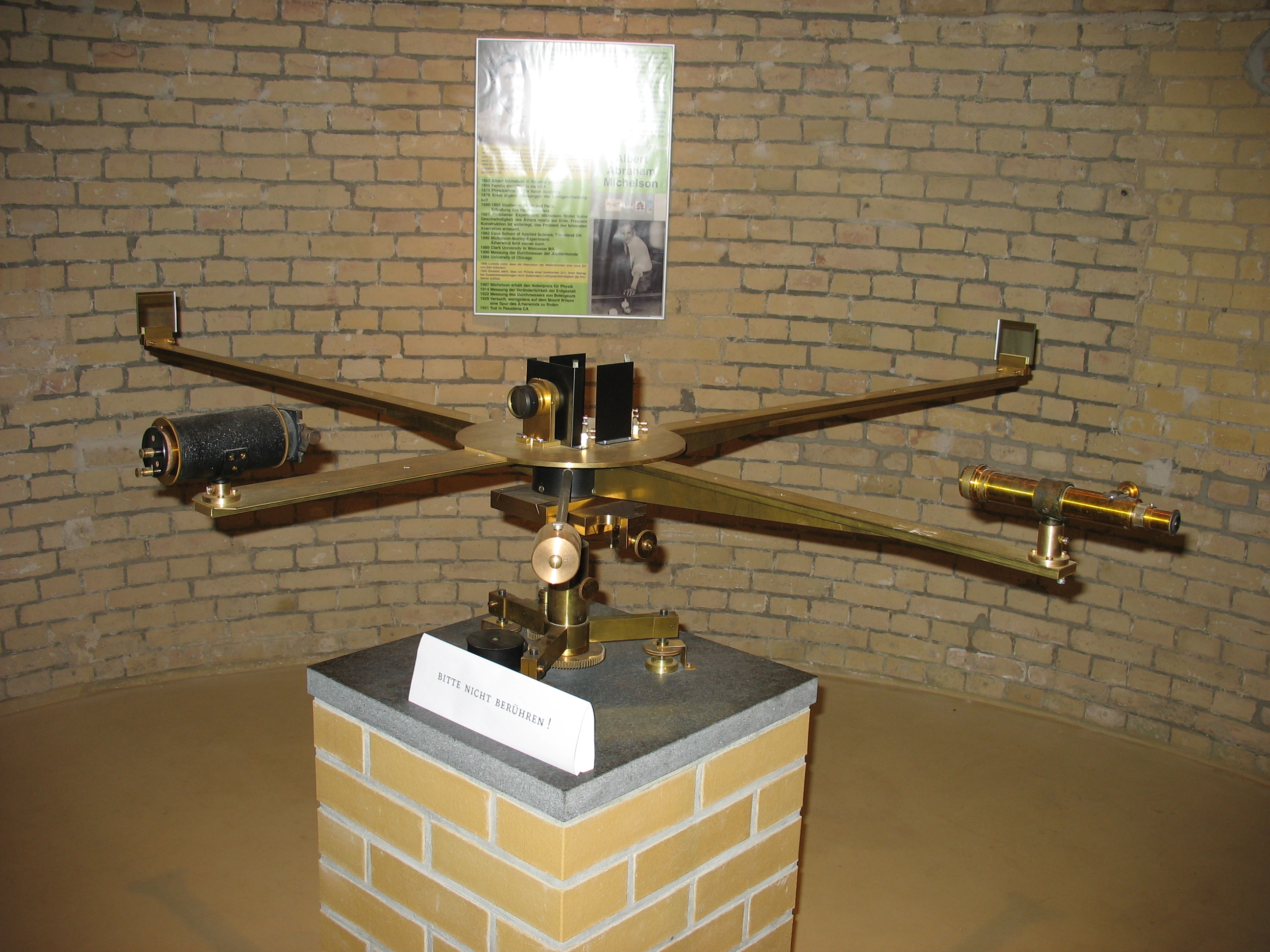
Interferòmetre original de Michelson a Potsdam, Alemanya

L'interferòmetre de Michelson és un interferòmetre dissenyat pel nord-americà Albert Abraham Michelson (1852-1931) el 1881 per a fer estudis sobre la velocitat de la llum. Mitjançant un divisor de feix, un feix de llum s'hi divideix en dos feixos perpendiculars. Cadascun d'ells es reflecteix en un mirall després de recórrer una certa distància i torna per recombinar-se amb l'altre donant lloc a una interferència d'ones. Depenent de l'aplicació particular els dos camins poden ser de diferents longituds o incloure materials òptics o components sota prova.

## Història

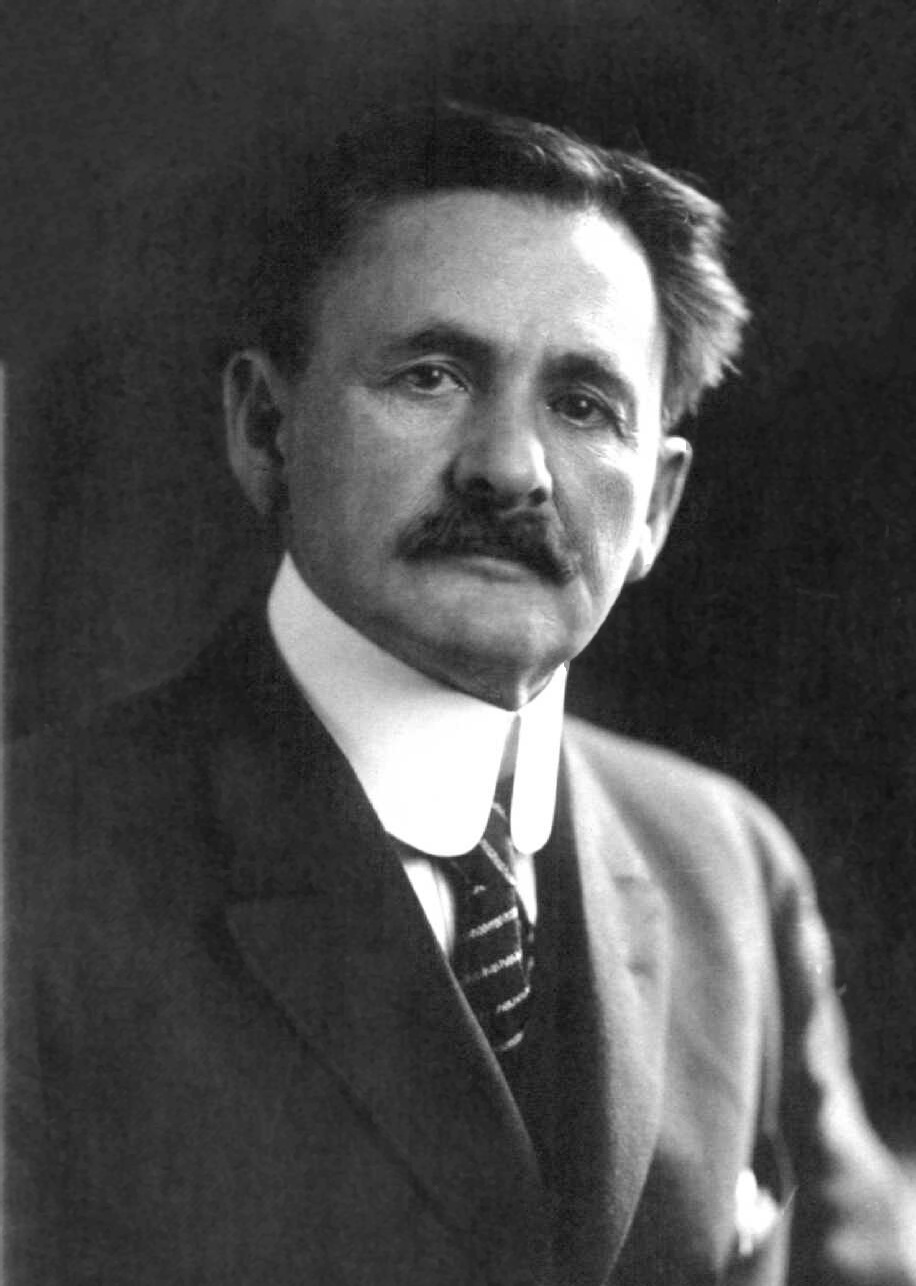
Albert Abraham Michelson (1852-1931)

El 1877 Albert A. Michelson, mentre era professor de l'Acadèmia Naval dels Estats Units a Annapolis, Maryland, realitzà els seus primers experiments sobre la velocitat de la llum com a part d'una demostració a l'aula. El 1881, deixà el servei naval i es traslladà a Alemanya per completar els seus estudis a la Universitat de Berlín i a la de Heidelberg, i després a França al Collège de France i a l'École Polytechnique de París. En aquest any, Michelson utilitzà un dispositiu experimental amb el qual realitzà diverses mesures a Potsdam, conegut més tard com interferòmetre de Michelson.
Posteriorment millorà el primer disseny d'interferòmetre quan col·laborà als Estats Units amb Edward Williams Morley (1838-1923) en l'experiment de Michelson-Morley del 1887.
El 1907 Albert A. Michelson rebé el Premi Nobel de Física pel seu disseny de l'interferòmetre, convertint-se en el primer nord-americà a ser guardonat amb aquest premi en ciències.

## Descripció

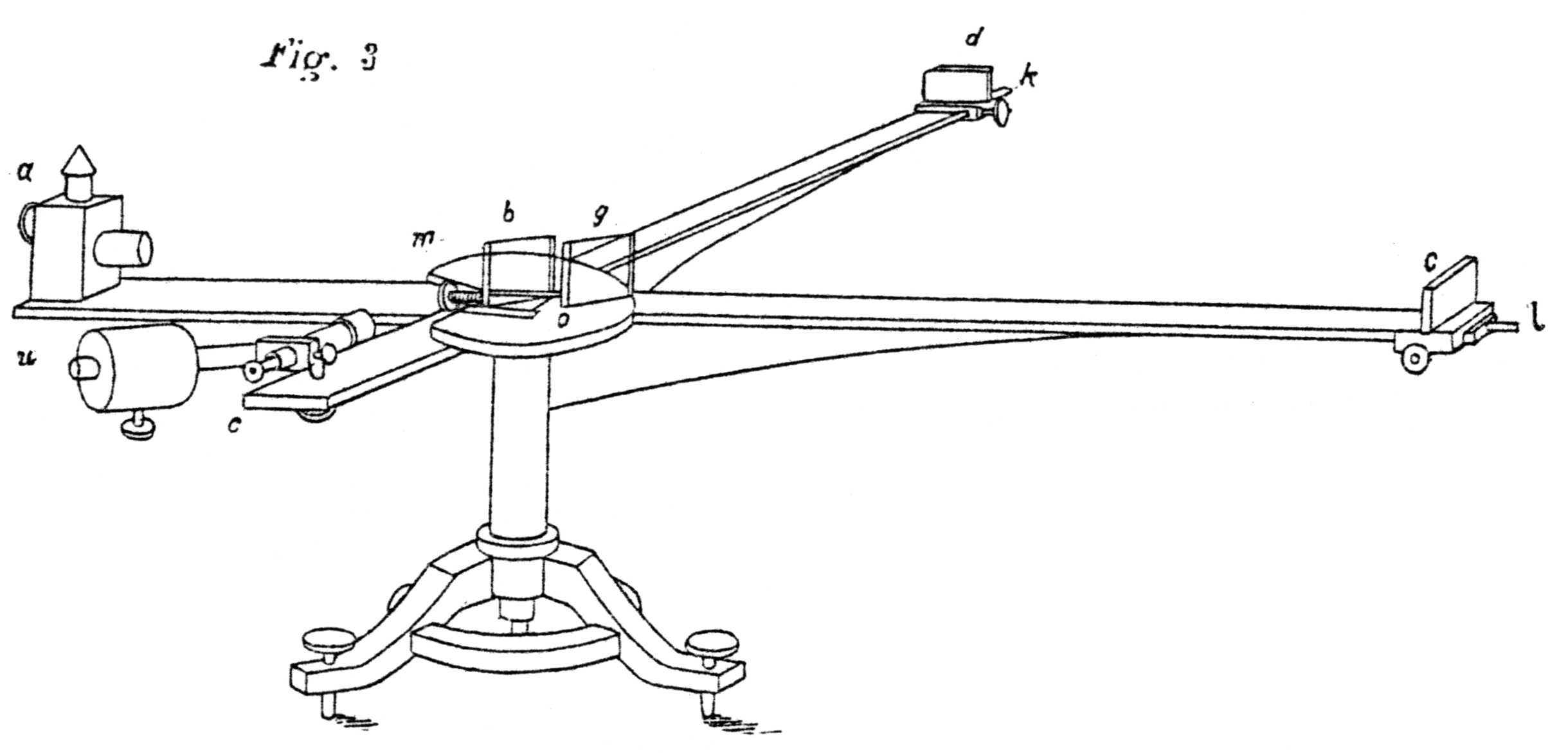
Esquema de l'interferòmetre de Michelson segons l'article original

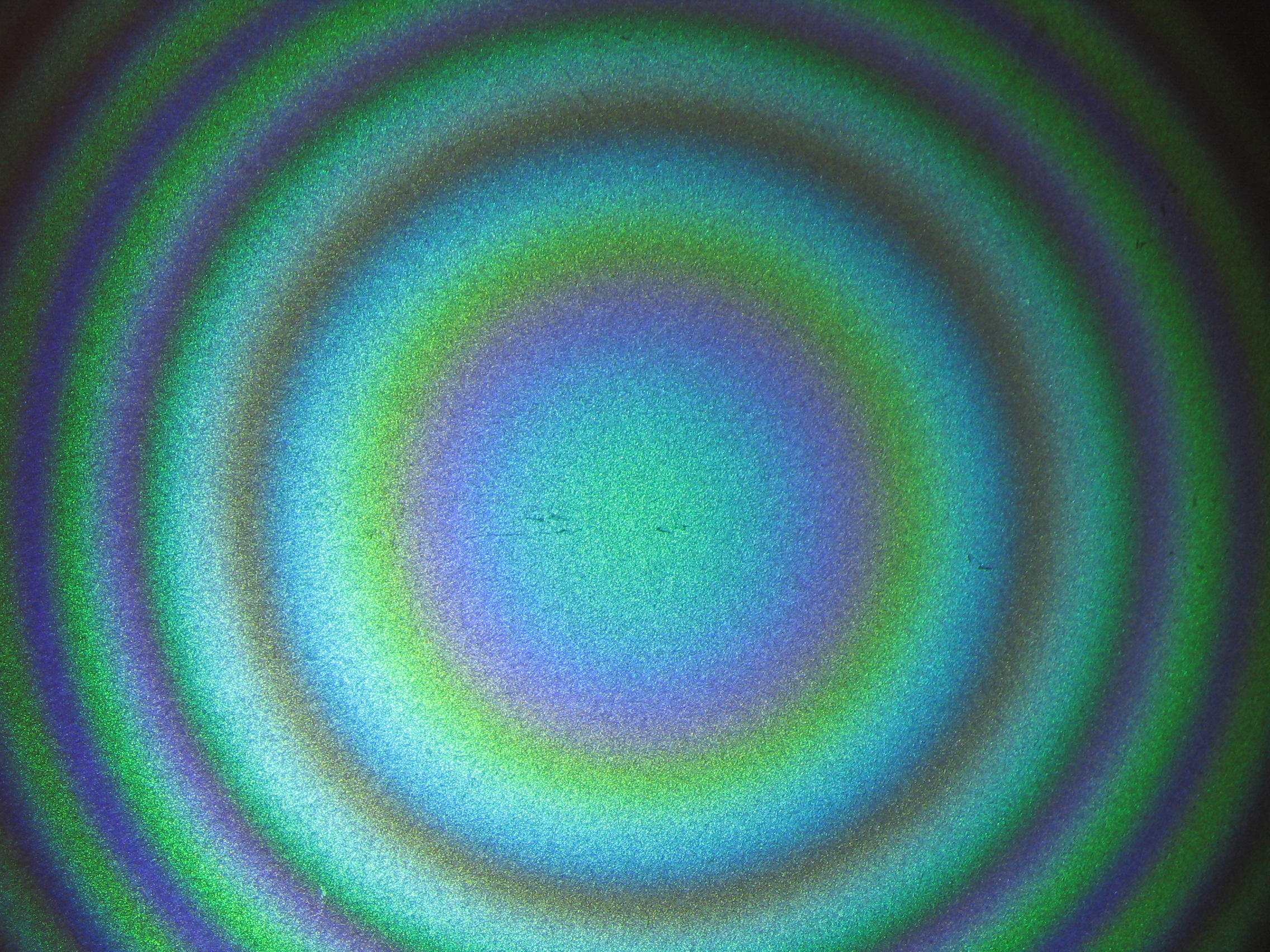
Franges d'interferència produïdes en un interferòmetre de Michelson emprant llum d'una làmpada de mercuri.

A l'interferòmetre de Michelson s'envia des de la font, {\displaystyle a}, un feix de llum groga d'una flama de sodi (per a l'alineació), o llum blanca (per a les observacions reals), a través d'un mirall semiargentat, {\displaystyle b}, que s'utilitza per dividir el feix de llum en dos feixos que viatgen en angles rectes entre si.
Després de deixar el divisor, els feixos viatgen fins als extrems, {\displaystyle l} i {\displaystyle k}, de dos braços llargs d'igual longitud. El feix que es refracta al mirall semiargentat, {\displaystyle b}, el travessa i després es topa amb una làmina de la mateixa gruixa de vidre que ha de travessar un cop cap al mirall {\displaystyle c} i un altre cop quan torna. Així travessa el vidre tres vegades. El feix que es reflecteix ho fa dins la cara interna del mirall semiargentat, {\displaystyle b}, per tant entra i surt de la làmina recorrent dues vegades el camí d'una cara a l'altra. Quan torna del mirall {\displaystyle d} travessa la làmina per refracció. En total ha travessat el vidre tres vegades, com l'altre feix.
Els feixos una vegada reflectits de nou pels miralls, {\displaystyle c} i {\displaystyle d} tornen cap al mirall semiargentat {\displaystyle b} i segueixen ara paral·lels cap a l'ocular, {\displaystyle e}, produint un patró d'interferència que s'observa amb un telescopi, {\displaystyle e}.
Els dos feixos poden arribar en fase si han trigat el mateix temps en recórrer els dos braços perpendiculars, o desfasats si han trigat temps diferents. En aquest cas en trobar-se produiran una interferència que donarà lloc a un patró d'interferències que podrà ser observat amb el telescopi {\displaystyle e}.

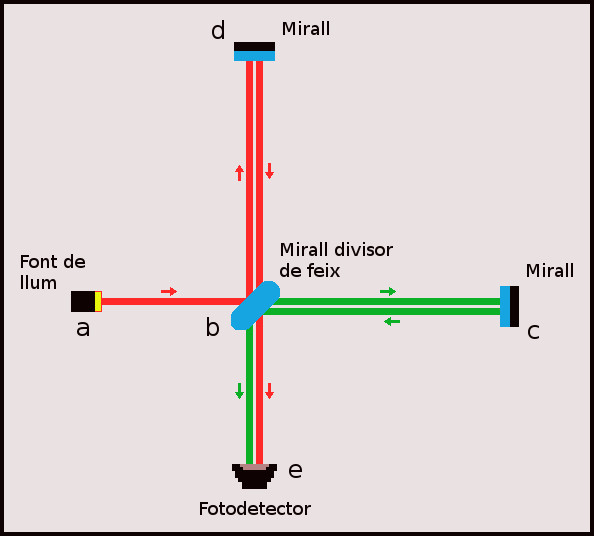
Gràfic d'un interferòmetre